# Професор Зазуль
Професор Зазуль (пол. Profesor Zazul) — польський короткометражний науково-фантастичний телевізійний фільм за оповіданням Станіслава Лема «Професор Зазуль» з циклу «Спогади Йона Тихого» (в інших виданнях спогад № 2) 1965 р.

## Знімальна група
- Оператор - Марек Новіцький, Єжи Ставіцький
- Монтаж - М.Карпович

## В ролях
| Актор               | Роль            |
| ------------------- | --------------- |
| Станіслав Мильський | Професор Зазуль |
| Петро Куровський    | Тихий           |

## Сюжет
Йон Тихий, рятуючись від негоди, потрапляє в старий і дивний будинок. Там він знайомиться з не менш дивним господарем будинку — професором Зазулем. Учений розповідає про свої досліди і навіть розкриває свою найстрашнішу таємницю: Зазуль сам себе клонував, а потім один з Зазулів заспиртував іншого для нащадків. Зазуль, що залишився, хоче провести ще цікавіший досвід над Тихим. Тихому вдається піти.

## Технічні дані
- чорно-білий
- тривалість 22 хв.